# Tawi-Tawi Island
Tawi-Tawi Island, auch Tawitawi Island oder Tawi Tawi Island genannt, ist eine bewohnte Insel im Südwesten des philippinischen Sulu-Archipels, gelegen im Grenzbereich von Sulusee und Celebessee. 
Die Insel ist vulkanischen Ursprungs, teils hügelig und üppig bewaldet. Sie ist etwa 55 Kilometer lang und bis zu 23 Kilometer breit. Damit ist sie die größte Insel der philippinischen Provinz Tawi-Tawi, zu welcher noch über 100 weitere Inseln gehören. Im Jahr 2010 lebten rund 82.500 Menschen auf Tawi-Tawi Island, Bevölkerung und Kultur sind überwiegend muslimisch geprägt.
Die Insel und ihre Gewässer zählen zum Einflussgebiet der islamistischen Terrororganisation Abu Sayyaf. Im Februar 2012 wurden zwei Ornithologen auf der Suche nach dem seltenen Suluhornvogel von Tawi-Tawi nach Jolo entführt. Ein Schweizer konnte im Dezember 2014 erfolgreich entkommen, der Niederländer Ewold Horn wurde nach mehr als siebenjähriger Geiselhaft im Mai 2019 bei einem Fluchtversuch erschossen. Anfang November 2016 wurde die Lebensgefährtin des deutschen Seglers Jürgen Kantner unweit der Insel ermordet, der anschließend auf Jolo festgehaltene Kantner wurde Ende Februar 2017 nach Ablauf einer Zahlungsfrist für ein gefordertes Lösegeld enthauptet.